# Новософіївка (Богодухівський район)
Новософі́ївка — село у Богодухівській міській громаді Богодухівського району Харківської області України.
- Поштове відділення: Улянівське

## Географія
Село Новософіївка знаходиться лівому березі річки Рябина. Нижче за течією в селі Воскресенівка на річці знаходиться гребля, яка утворює Воскресенівське водосховище. На безіменні лівій притоці, який протікає по балці Попів Яр, також зроблені численні загати.
Нижче за течією примикає до села Іванівка. Вище за течією — село Дмитрівка. На протилежному березі розташоване село Бабаки.

## Історія
- 12 червня 2020 року, відповідно до розпорядження Кабінету Міністрів України № 725-р «Про визначення адміністративних центрів та затвердження територій територіальних громад Харківської області», село увійшло до Богодухівської міської громади[1].
- 19 липня 2020 року, в результаті адміністративно-територіальної реформи та ліквідації Богодухівського району (1923—2020), село увійшло до складу новоутвореного Богодухівського району Харківської області[2].

### Народилися
- Пилип Вакуленко — український поет, прозаїк, ілюстратор, видавець.